# 巴蒂斯塔新村
巴蒂斯塔新村（義大利語：Villanova del Battista），是意大利阿韦利诺省的一个市镇。总面积20平方公里，人口1820人，人口密度91.0人/平方公里（2009年）。ISTAT代码为064118。